# Кубок Беларуси по футболу 2008/2009

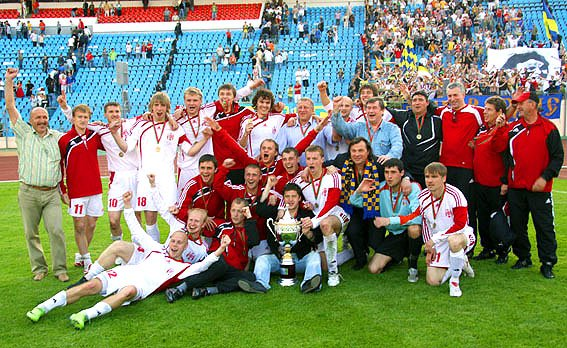
Футболисты «Нафтана» с Кубком.

Кубок Беларуси по футболу 2008/2009 годов — 18-й розыгрыш
ежегодного клубного турнира, второго по значимости в стране. Турнир начался 16 июля 2008 года со стадии 1/64 финала и завершился 31 мая 2009 года финалом, который прошёл на стадионе «Динамо» в Минске. Обладателем трофея впервые стал новополоцкий «Нафтан», переигравший солигорский «Шахтёр» только в дополнительное время со счётом 2:1.
Обладатель Кубка Беларуси 2008/09 квалифицировался во второй отборочный раунд Лиги Европы УЕФА. В розыгрыше участвовало рекордное количество клубов — 50.

## Календарь
| Раунд       | Дата                                            | Кол-во матчей | Кол-во клубов | Новые клубы |
| ----------- | ----------------------------------------------- | ------------- | ------------- | ----------- |
| 1/64 финала | 30 июля 2008                                    | 2             | 50→48         | 4 (47-50)   |
| 1/32 финала | 30 июля, 3, 6 августа 2008                      | 16            | 48→32         | 30 (17-46)  |
| 1/16 финала | 3, 4, 7 сентября 2008                           | 16            | 32→16         | 16 (1-16)   |
| 1/8 финала  | 11-12, 29 октября, 4 ноября — 2, 20 ноября 2008 | 16            | 16→8          | нет         |
| 1/4 финала  | 15, 21 марта 2009                               | 8             | 8→4           | нет         |
| 1/2 финала  | 9, 22 апреля 2009                               | 2             | 4→2           | нет         |
| Финал       | 31 мая 2009                                     | 1             | 2→1           | нет         |

## 1/64 финала
Согласно положению о Кубке Беларуси, на этой стадии розыгрыша победитель определялся по результату одного матча.
| № | Дата     | Хозяева      | Счёт | Гости               |
| - | -------- | ------------ | ---- | ------------------- |
| 1 | 30.07.08 | МЗАЛ (Минск) | 0:10 | ДСК-Гомель          |
| 2 | 30.07.08 | ФК Чаусы     | 4:1  | Ливадия (Дзержинск) |

## 1/32 финала
Согласно положению о Кубке Беларуси, на этой стадии розыгрыша победитель определялся по результату одного матча.
| №  | Дата     | Хозяева                    | Счёт           | Гости                   |
| -- | -------- | -------------------------- | -------------- | ----------------------- |
| 3  | 30.07.08 | ФК Берёза                  | 0:4            | ФК Минск                |
| 4  | 30.07.08 | ПМК-7 (Ганцевичи)          | 0:3            | Славия-Мозырь           |
| 5  | 30.07.08 | ФК Городея                 | 1:2            | Динамо-Белкард (Гродно) |
| 6  | 30.07.08 | ФК Жлобин                  | 2:5            | Ведрич-97 (Речица)      |
| 7  | 30.07.08 | Нефтяник (Речица)          | 0:1            | ФК Лида                 |
| 8  | 30.07.08 | БГАТУ-Нива (Самохваловичи) | 0:2            | ПМЦ-Поставы             |
| 9  | 30.07.08 | ФК Орша                    | 0:3            | Верас (Несвиж)          |
| 10 | 30.07.08 | Неман (Мосты)              | 2:0            | ФК Барановичи           |
| 11 | 30.07.08 | Звезда-БГУ (Минск)         | 1:0            | Слуцксахар              |
| 12 | 30.07.08 | ФК Осиповичи               | 5:3            | ФК Полоцк               |
| 13 | 30.07.08 | ФК Молодечно               | 1:3            | Волна (Пинск)           |
| 14 | 30.07.08 | Цементник (Волковыск)      | 1:7            | Коммунальник (Слоним)   |
| 15 | 30.07.08 | Старт (Миоры)              | 1:1 (1:6 д.в.) | Химик (Светлогорск)     |
| 16 | 30.07.08 | Клеческ (Клецк)            | 0:0(4:2 пен.)  | Спартак (Шклов)         |
| 17 | 03.08.08 | ФК Чаусы                   | 0:8            | Белшина (Бобруйск)      |
| 18 | 06.08.08 | Вертикаль (Калинковичи)    | 3:1            | ДСК-Гомель              |

## 1/16 финала
Согласно положению о Кубке Беларуси, на этой стадии розыгрыша победитель определялся в одном матче.
Матчи состоялись 3 сентября 2008 года.
- Звезда-БГУ (Минск, Д3) — Гранит (Микашевичи) — 1:4.
- ПМЦ-Поставы (Д2) — МТЗ-РИПО (Минск) — 1:3.
- ФК Лида (Д2) — Неман (Гродно) — 1:1 (пен. 1:3).
- Вертикаль (Калинковичи, Д3) — Локомотив (Минск) — 0:4.

Матчи состоялись 4 сентября 2008 года.
- Верас (Несвиж, Д2) — Нафтан (Новополоцк) — 0:2.
- ФК Осиповичи (Д3) — Шахтёр (Солигорск) — 2:4 (д.в.).
- Ведрич-97 (Речица, Д2) — ФК Сморгонь — 0:1.

Матчи состоялись 7 сентября 2008 года.
- Динамо-Белкард (Гродно, Д2) — Днепр (Могилёв) — 0:0 (пен. 3:2).
- Белшина (Бобруйск, Д2) — Динамо (Минск) — 2:0.

- Клеческ (Клецк, Д3) — ФК Витебск — 0:5.
- Волна (Пинск, Д2) — Динамо (Брест) — 3:2.
- Славия-Мозырь (Д2) — Торпедо (Жодино) — 1:3.
- ФК Минск (Д2) — Савит (Могилёв) — 2:0.
- Химик (Светлогорск, Д2) — ФК Гомель — 0:2.
- Коммунальник (Слоним, Д2) — Дарида (Минский район) — 1:0.
- Неман (Мосты, Д3) — БАТЭ (Борисов) — 3:7.

## 1/8 финала

### Первые матчи
Матч состоялся 11 октября 2008 года.
- БАТЭ (Борисов) — ФК Минск (Д2) — 1:4.

Матч состоялся 12 октября 2008 года.
- МТЗ-РИПО (Минск) — ФК Сморгонь — 4:0.

Матчи состоялись 29 октября 2008 года.
- Шахтёр (Солигорск) — Коммунальник (Слоним, Д2) — 5:0.
- Нафтан (Новополоцк) — Локомотив (Минск) — 3:0.
- Динамо-Белкард (Гродно, Д2) — Неман (Гродно) — 0:4.
- Волна (Пинск, Д2) — ФК Гомель — 0:2.
- Белшина (Бобруйск, Д2) — Гранит (Микашевичи) — 1:4.

Матч состоялся 4 ноября 2008 года.
- ФК Витебск — Торпедо (Жодино) — 0:1.

### Ответные матчи
Матчи состоялись 2 ноября 2008 года.
- Коммунальник (Слоним, Д2) — Шахтёр (Солигорск) — 0:5.
- Локомотив (Минск) — Нафтан (Новополоцк) — 0:4.
- Неман (Гродно) — Динамо-Белкард (Гродно, Д2) — 3:1.
- ФК Гомель — Волна (Пинск, Д2) — 4:2.
- Гранит (Микашевичи) — Белшина (Бобруйск, Д2) — 1:0.
- ФК Сморгонь — МТЗ-РИПО (Минск) — 2:2.

Матчи состоялись 20 ноября 2008 года.
- ФК Минск — БАТЭ (Борисов) — 1:4 (пен. 3:4).
- Торпедо (Жодино) — ФК Витебск — 1:3 (д.в.).

## 1/4 финала

### Первые матчи
Матчи состоялись 15 марта 2009 года.
- Шахтёр (Солигорск) — Гранит (Микашевичи) — 2:0.
- ФК Гомель — Нафтан (Новополоцк) — 1:2.
- МТЗ-РИПО (Минск) — Неман (Гродно) — 0:0.
- БАТЭ (Борисов) — ФК Витебск — 1:0.

### Ответные матчи
Матчи состоялись 21 марта 2009 года.
- Гранит (Микашевичи) — Шахтёр (Солигорск) — 0:3.
- Нафтан (Новополоцк) — ФК Гомель — 0:1.
- Неман (Гродно) — МТЗ-РИПО (Минск) — 3:0.
- ФК Витебск — БАТЭ (Борисов) — 1:1.

## 1/2 финала
| 9 апреля 2009 16:30 | \| Нафтан (Новополоцк) \| 1:0 (0:0) \| БАТЭ (Борисов) \| \| Ф. Рудик (пен.) (89) \| Голы \| \| | Атлант, Новополоцк Зрителей: 4000 Судья: А. Кульбаков (Гомель) |
| Нафтан: А. Ковалевский, М. Горбачёв, Д. Верховцов, А. Белоусов (к), Д. Гинтов, В. Таращик (И. Трухов, 66), Ф. Рудик, М. Разумов, Д. Комаровский (Р. Усов, 58), В. Володенков (А. Дегтерёв, 46), Е. Зуев. БАТЭ: С. Веремко, А. Юревич, И. Шитов, С. Сосновский, М. Бордачёв, П. Нехайчик (А. Гутор, 19), Д. Лихтарович (к) (А. Павлов, 56), А. Володько, И. Стасевич, С. Кривец, В. Булыга (М. Скавыш, 76). ПРЕДУПРЕЖДЕНИЯ: В. Таращик (52), Д. Комаровский (54), С. Сосновский (66), И. Шитов (78), Д. Верховцов (86). УДАЛЕНИЕ: С. Веремко (17, за умышленную игру рукой за пределами штрафной — фол последней надежды). |                                                                                                |                                                                |
| Нафтан (Новополоцк) | 1:0 (0:0)                                                                                      | БАТЭ (Борисов)                                                 |
| Ф. Рудик (пен.) (89) | Голы                                                                                           |                                                                |

| 9 апреля 2009 16:30 | \| Неман (Гродно) \| 1:1 (0:0) \| Шахтёр (Солигорск) \| \| Семёнов (58) \| Голы \| Гукайло (73, пас — Жуковский, со штрафного). \| | ЦСК «Неман», Гродно Зрителей: 4500 Судья: В. Величко (Минск) |
| Неман: Астапенко, Савостьянов, Иким, Ровнейко, Надиевский (к), Дера, Денисевич, Семенов (Шепетовский, 89), Чумаченко (Юзвович, 86), Осипов (Николас, 77), Коваленок. Шахтёр: Павлов, Пономаренко, Янушкевич, Гукайло, Ковальчук, Риос, Леончик (к), Букаткин(Жуковский, 56), Сучков (Мартинович, 66), Никифоренко, Зюлев (Баланович, 79). ПРЕДУПРЕЖДЕНИЯ: Пономаренко (80), Леончик (81), Иким (84) (все — за грубую игру). | |                                                              |
| Неман (Гродно) | 1:1 (0:0) | Шахтёр (Солигорск)                                           |
| Семёнов (58) | Голы | Гукайло (73, пас — Жуковский, со штрафного).                 |

| 22 апреля 2009 16:30 | \| Шахтёр (Солигорск) \| 2:1 (0:0, 1:1, 0:0, 1:0) \| Неман (Гродно) \| \| Гукайло (90, пас — Мартинович) Д. Платонов (116, пас — Никифоренко). \| Голы \| Чумаченко (49) \| | Строитель, Солигорск Зрителей: 1820 Судья: С. Цинкевич (Осиповичи) |
| Шахтёр: Макавчик, Гукайло, Янушкевич, Ковальчук, Рожков, Баланович (Мартинович, 80), Леончик (к), Букаткин (Греньков, 59), Сучков (Жуковский, 50), Никифоренко , Д. Платонов. Неман: Астапенко, Савостьянов, Иким, Ровнейко, Надиевский (к), Дера, Денисевич, Семёнов (Николас, 89), Чумаченко (Шуманский, 72), Левицкий (Шепетовский, 77 ), Ковалёнок. ПРЕДУПРЕЖДЕНИЯ: Астапенко (53, за неспортивное поведение), Левицкий (75, за грубую игру), Мартинович (109, за задержку соперника руками). | |                                                                    |
| Шахтёр (Солигорск) | 2:1 (0:0, 1:1, 0:0, 1:0) | Неман (Гродно)                                                     |
| Гукайло (90, пас — Мартинович) Д. Платонов (116, пас — Никифоренко). | Голы | Чумаченко (49)                                                     |

| 22 апреля 2009 18:00 | \| БАТЭ (Борисов) \| 0:2 (0:1) \| Нафтан (Новополоцк) \| \| \| Голы \| И. Трухов (32, пас — М. Разумов) В. Стрипейкис (61, пас — М. Разумов). \| | Городской, Борисов Зрителей: 4500 Судья: А. Седнев (Могилев)           |
| БАТЭ А. Гутор, А. Юревич, А. Радьков, С. Сосновский, М. Бордачёв (П. Нехайчик, 46) , А. Володько, Д. Лихтарович (к), С. Кривец, В. Булыга (М. Скавыш, 46), И. Стасевич, О. Гоарян (А. Павлов, 64). Нафтан: А. Ковалевский, М. Горбачёв, Д. Верховцов, А. Белоусов (к), М. Карпович, М. Разумов (Д. Гинтов, 68), И. Трухов, Ф. Рудик, А. Дегтерёв, В. Стрипейкис (Е. Зуев, 64), Р. Усов (В. Таращик, 76). ПРЕДУПРЕЖДЕНИЯ: В. Булыга (43), М. Разумов (51), А. Ковалевский (53), Е. Зуев (84). | |                                                                        |
| БАТЭ (Борисов) | 0:2 (0:1) | Нафтан (Новополоцк)                                                    |
| | Голы | И. Трухов (32, пас — М. Разумов) В. Стрипейкис (61, пас — М. Разумов). |

## Финал
| 31 мая 2009 18:00                                               | \| Нафтан (Новополоцк) \| 2:1 (1:0, 0:1, д.в. 1:0, 0:0) \| Шахтёр (Солигорск) \| \| Стрипейкис (42, пас - Разумов). Верховцов (96, пас - Ф. Рудик). \| Голы \| Ковальчук (88, пас - Жуковский) \| | Динамо, Минск Зрителей: 9000 Судья: А. Жуков (Минск) |
| Нафтан (Новополоцк)                                             | 2:1 (1:0, 0:1, д.в. 1:0, 0:0) | Шахтёр (Солигорск)                                   |
| Стрипейкис (42, пас - Разумов). Верховцов (96, пас - Ф. Рудик). | Голы | Ковальчук (88, пас - Жуковский)                      |

| Обладатель Кубка Беларуси 2008/09 |
| --------------------------------- |
| Нафтан (Новополоцк) Первый кубок  |